# Theodor Hurrle
Theodor Hurrle (* 8. Dezember 1919 in Ottenau; † 21. Februar 1997 in Karlsruhe) war ein deutscher Gewerkschaftssekretär und Politiker (SPD). Von 1972 bis 1984 war Hurrle Mitglied des Landtags von Baden-Württemberg (MdL).

## Leben
Nach dem Besuch der Volksschule begann Theodor Hurrle eine Lehre als Werkzeugmacher bei Daimler-Benz und bestand seine Meisterprüfung im Jahr 1948. Zwischen 1940 und 1945 leistete er seinen Wehrdienst. Seit 1957 war Hurrle Mitglied des Betriebsrats bei Daimler-Benz und später dann Gewerkschaftssekretär bei IG Metall.
Theodor Hurrle war seit 1954 Mitglied der SPD. Ab 1956 war er Mitglied des Stadtrats von Gaggenau und fungierte dort ab 1968 als stellvertretender Bürgermeister. Seit 1959 war Hurrle ebenfalls Mitglied des Kreistags des Landkreises Rastatt. Bei der Landtagswahl in Baden-Württemberg 1972 für die 6. Wahlperiode des Landtages (1972–1976), der Landtagswahl in Baden-Württemberg 1976 für die 7. Wahlperiode (1976–1980) und der Landtagswahl in Baden-Württemberg 1980 für die 8. Wahlperiode (1980–1984) konnte Theodor Hurrle jeweils das Zweitmandat im Landtagswahlkreis Rastatt erringen.
Am 7. Mai 1988 wurde Theodor Hurrle die Verdienstmedaille des Landes Baden-Württemberg verliehen.